# Boroni
Pour les articles homonymes, voir Boroni (homonymie).
Boroni est une localité du Burkina Faso située dans le département de Banh, la province du Loroum et la région du Nord. 

## Population
Lors du recensement de 2006, on y a dénombré 657 habitants. 